# Palais Welsersheimb
 (septembre 2024).

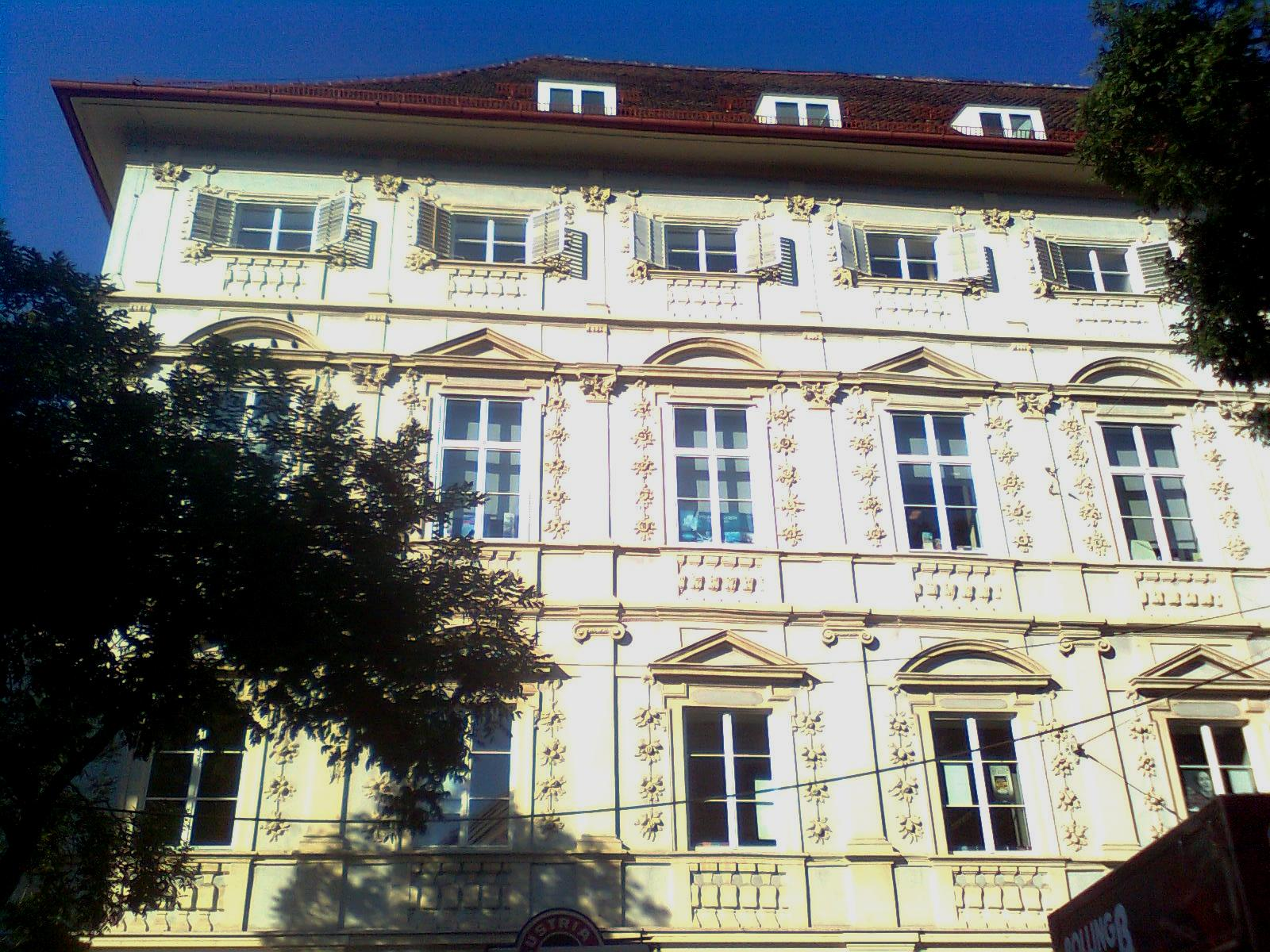
Palais Welsersheimb

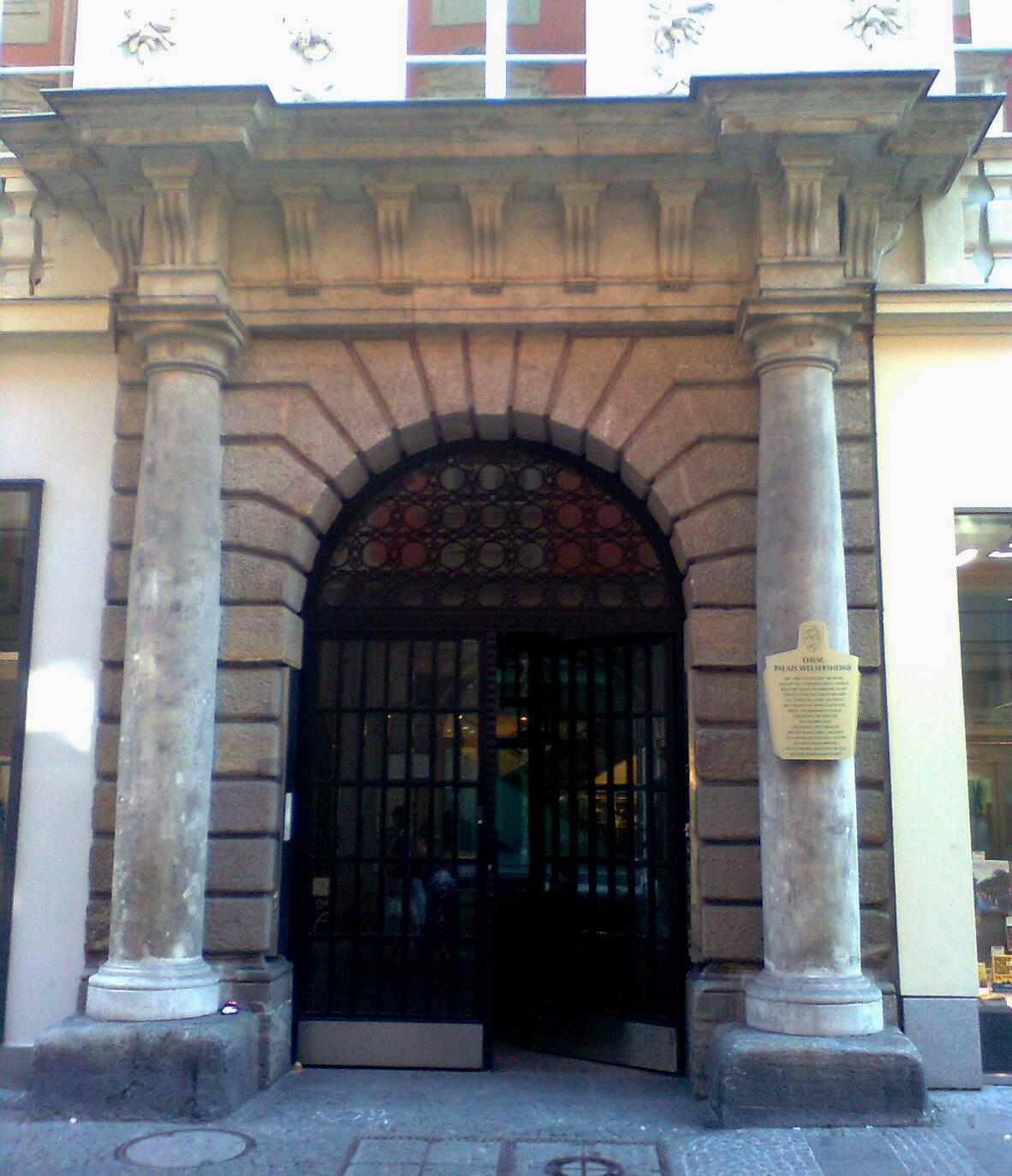
portail

Le Palais Welsersheimb est un palais urbain baroque situé à Graz, dans le quartier Innere Stadt.

## Histoire
Le comte Sigmund von Stubenberg commanda le palais, qui fut édifié de 1689 à 1694 selon les plans de Joachim Carlone. Le palais fut acheté par le comte Josef von Welserheimb, qui donna son nom au bâtiment. L'édifice, dont certaines parties étaient louées, resta en possession des descendants du comte Welsersheimb jusqu'en 1956. Après la démolition des fortifications de la ville de Graz, la famille acheta le bastion paysager adjacent et fit construire un jardin en terrasses. Vers 1812, Louis Bonaparte, frère de Napoléon, habitait le Palais Welsersheimb. En 1861, le bâtiment fut agrandi et une remise avec les écuries associées fut créée.
Les locataires du palais étaient la Bohemian Union Bank de 1911 et le restaurant Reif de 1924 à 1957. Après que l'aile est ait été partiellement détruite par les bombes aériennes pendant la Seconde Guerre mondiale, l'usine de chaussures Humanic acheta le palais en 1956, mais le revendit à la Banque d'État autrichienne trois ans plus tard, qui le fit restaurer. Depuis le printemps 2005, la majeure partie du palais est utilisée par la librairie Moser.

## Architecture et conception
Le Palais Welsersheimb a été influencé par Andrea Palladio et Vincenzo Scamozzi. Le grand portail a été construit par le maître tailleur de pierre Bernhard Leykhauff et date de l'époque de la construction du palais. Outre le stuc de la façade, les fresques des antichambres avec diverses représentations des Métamorphoses d'Ovide et l'escalier à gauche du portail d'entrée avec ses piliers et balustrades toscans, ioniques et corinthiens valent le détour.

## Source de traduction
- (de) Cet article est partiellement ou en totalité issu de l’article de Wikipédia en allemand intitulé « Palais Welsersheimb » (voir la liste des auteurs).